# 細胞質
細胞質（cytoplasm）又稱胞质、胞浆，是一種使細胞充滿的溶膠狀物質。细胞质的主要成分是胞质溶胶（一种凝胶状物质）、细胞器（细胞的内部亚结构）和各种细胞质内含物。。细胞质属于一种原生质，与原生質同样是由水、鹽、有機分子及各種催化反應的酶所組成。其中，细胞质中约 80% 是水，通常是无色的。細胞質的胞质溶胶具「分子液」功能，且能使细胞质内各種細胞器和胞质包涵体呈懸浮状态；而细胞质本身是透過脂质膜聚集在一起的。在细胞生物学中，细胞质是真核细胞内的所有物质，被细胞膜包围，但细胞核除外。细胞核内及包含在核膜内的物质均称为核质。
细胞质是构成細胞质体（cytosome 或 cytoplast）的物质，而细胞有生命的物质中，细胞核外面呈半透明胶状体的部分，总称为胞质体；有学者将胞质体视为细胞质。在排除细胞器和颗粒后保留的亚显微细胞基质或细胞质基质是基质。它是光学显微镜下的透明质体，一种高度复杂的多相系统，其中所有可分辨的细胞质元素都悬浮在其中，包括较大的细胞器，如核糖体、线粒体、植物质体、脂滴和液泡。
大多数细胞活动发生在细胞质内，例如许多代谢途径，包括糖酵解，以及细胞分裂等过程。 集中的内部区域称为内质，外层称为细胞皮层或外质。
钙离子进出细胞质的运动是代谢过程的信号活动。 
在植物中，细胞质围绕液泡的运动称为细胞质流。

## 历史
该术语由阿尔伯特·冯·科立克在1863 年提出，最初是原生质的同义词，但后来它表示细胞核外的细胞物质和细胞器。
关于细胞质的定义存在一定的分歧，因为一些笔者更愿意将一些细胞器排除在外，尤其是液泡，有时还包括质体。

## 物理特质
细胞质的各种成分如何相互作用以允许细胞器运动同时保持细胞结构仍不确定。细胞质成分的流动在许多依赖于细胞质渗透性的细胞功能中起着重要作用。这种功能的一个例子是细胞信号传导，这一过程取决于允许信号分子在细胞中扩散的方式。虽然像钙离子这样的小信号分子能够轻松扩散，但较大的分子和亚细胞结构通常需要帮助才能穿过细胞质。这种粒子的不规则动力学引起了关于细胞质性质的各种理论。

### 作为溶胶凝胶
长期以来，有证据表明细胞质的行为类似于溶胶凝胶。有学者认为，细胞质的组成分子和结构，可表现得像无序的胶体溶液（溶胶），可表现得像一个完整的网络，形成固体物质（凝胶）。因此，提出该理论-根据细胞质成分之间的相互作用水平，细胞质存在于不同的液相和固相中，这可以解释观察到的不同粒子在细胞质中移动时的不同动力学。一篇论文里曾提出，在小于 100 纳米的长度比例上，细胞质像液体一样，而在更大的长度比例上，它像凝胶一样。

### 作为玻璃
近期有学者提出，细胞质的行为类似于接近玻璃转化变的玻璃转形液体。在这个理论中，细胞质成分的浓度越大，细胞质就越不像液体，而越像固体的玻璃，将较大的细胞质成分冻结在适当的位置（据了解，细胞的代谢活动能够使细胞质流态化）。 细胞质以允许此类较大的细胞质成分移动。细胞在没有代谢活动的情况下玻璃化的能力，如在休眠期，作为一种防御策略可能是有益的。坚固的玻璃细胞质会将亚细胞结构冻结在适当的位置，防止损伤，同时允许非常小的蛋白质和代谢物的传输，帮助细胞从休眠状态恢复后开始生长。

### 其他观点
已经有研究检查与细胞质性质无关的细胞质颗粒的运动。在这种替代方法中，由马达蛋白引起的细胞内聚集的随机力解释了细胞质成分的非布朗运动。

## 細胞質的元件
細胞質是由離子及可溶的高分子，如酶、碳水化合物、不同的鹽及蛋白質，以及大量的核糖核酸所組成。細胞質的水性元件亦稱為透明質。
細胞質可以是凝膠狀的或是液體，視乎環境情況及當時細胞的活動。在凝膠狀情況，細胞質被命名為胞質凝膠，是一種固體質量。後者被稱為胞質溶膠，是一種流動的液體。一般而言，近細胞邊緣部份的是凝膠狀的，而細胞內部的是液體。
細胞質中不可溶的成份是細胞器（如：線粒體、葉綠體、溶酶體、過氧物酶體及核糖體等）、數個的液泡、細胞骨架及複雜的細胞膜結構（如：內質網）。它在植物細胞中亦幫助進行消化。

## 不同生物的细胞质差别
雖然所有細胞都有細胞質，但是不同生物域細胞的細胞質都有著大為不同的特徵。例如在動物界，細胞質佔有差不多半個細胞的體積；但在植物界，由於液泡的存在，細胞質則只佔有較少的空間。

## 功能
細胞質有著機械性的角色，負責維持細胞的形狀及堅固度，且提供懸浮予細胞器。
它亦是重要的生命活动场所与一個生命不可或缺的化學物質儲存室，這些化學物質涉及重要的代謝作用，如醣酵解及蛋白質生物合成。